# Kreisarchiv Warendorf
Das Kreisarchiv Warendorf ist das Archiv des Kreises Warendorf und seiner 13 Kommunen. Es wurde 1967 gegründet und befand sich bis 1982 in der Abtei Liesborn. Seit 1982 befindet sich das Kreisarchiv im Kreishaus in Warendorf.

## Geschichte und Zuständigkeit

### Allgemein
Das Kreisarchiv wurde im Mai 1967 als Archiv des Kreises Beckum aufgrund der Initiative des „Vereins für die Geschichte des Kreises Beckum e.V.“ gegründet. Die Einrichtung wurde am 21. März 1966 im Kulturausschuss des Kreises Beckum beschlossen und am 14. Dezember 1966 vom Kreistag genehmigt. Im Juni desselben Jahres nahm das Kreisarchiv seine Arbeit auf. Es war in provisorischen Räumen des Südflügels der Abtei Liesborn untergebracht, die jedoch größere Aktenübernahmen aufgrund von Platzmangel nicht zuließen. Anfang 1972 wechselte das Kreisarchiv innerhalb der Abtei die Räumlichkeiten und zog ins Erdgeschoss.

Die Unterlagen des Altkreises Warendorf wurden bis zur kommunalen Neugliederung 1975 von dem Stadtarchiv Warendorf mit betreut.

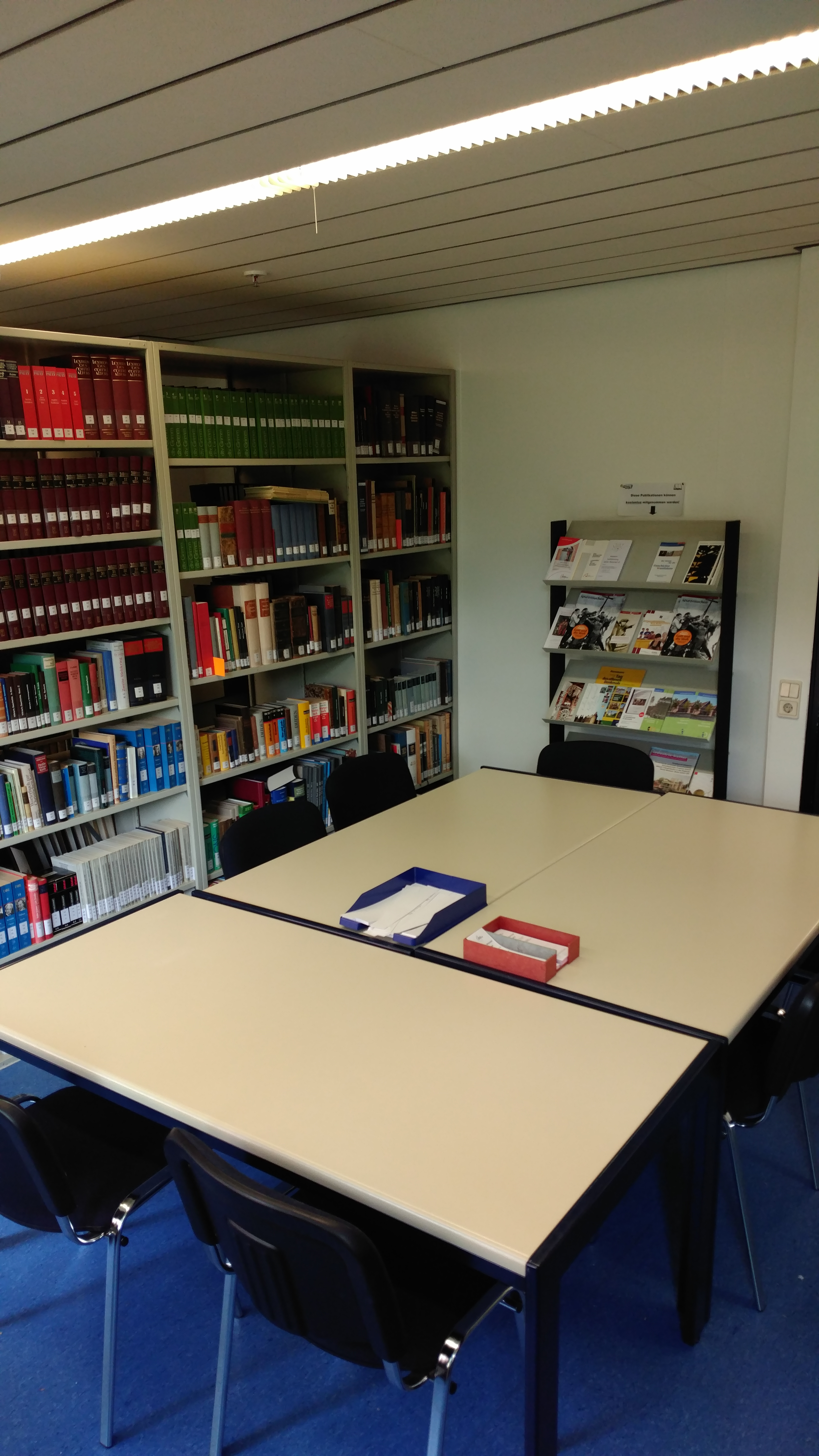
Lesesaal des Kreisarchivs Warendorf vor dem Umbau im Sommer 2017. Im Hintergrund: die Archivbibliothek

Als am 1. Januar 1975 die kommunale Neugliederung durchgeführt wurde, wurden mit den Kreisen Beckum und Warendorf, auch die Kreisunterlagen der Altkreise Beckum und Warendorf zentral in der Abtei Liesborn gelagert.
Im Mai 1978 kam es zu starken Regenfällen, die das Archiv in der Abtei Liesborn 30–40 cm unter Wasser setzten.
Mit dem Bau des neuen Kreishauses in Warendorf 1982 vergrößerte sich das Kreisarchiv Warendorf räumlich stark. Statt der insgesamt 400 m² in Liesborn, stehen dem Kreisarchiv heute über 1300 m² zur Verfügung. Der spätere Einbau einer Rollregalanlage erhöhte die Lagerkapazität nochmal deutlich.
2001 machte das Archiv erste Schritte in Richtung Digitalisierung. Bis dahin wurden die einzelnen Archiveinheiten und Bibliotheksbestände über Karteikarten und analoge Findbücher verwaltet. Seither werden Archivalien und Bibliotheksgut digital verzeichnet und sind auch online recherchierbar.
Im Sommer 2017 wurde der Lesesaal des Kreisarchivs umgebaut und renoviert.
Heute betreut das Kreisarchiv Warendorf die Kreisverwaltung Warendorf und die 13 Städte und Gemeinden des Kreises. Ein eigenständiges Archiv betrieb zuletzt allein die Stadt Telgte, bevor das Stadtarchiv 2024 in das Kreisarchiv überführt wurde.

### Kreiszentralarchiv
Seit 1972 war das Kreisarchiv Beckum neben der Kreisüberlieferung auch für die Betreuung der Unterlagen von einigen Kreiskommunen zuständig. Im Kreis Beckum entschied man sich angesichts der bevorstehenden kommunalen Neugliederung für einen zentralisiertes Archiv, in dem alle Archivunterlagen der interessierten Städte und Gemeinden als Deposita zentral gelagert, bearbeitet und bereitgestellt werden. Die verpflichtende Pflege eines eigenen Archivs wurde
gemäß § 10 Abs. 2 Punkt 2 des nordrhein-westfälischen Archivgesetzes (ArchivG NRW) an den Kreis Warendorf abgetreten. Die teilnehmenden Städte und Gemeinden zahlen dafür eine Pauschale an den Kreis Warendorf, welche pro Einwohner der jeweiligen Kommune berechnet wird.
1972 übernahm das Kreisarchiv die Unterlagen der Städte Oelde und Neubeckum sowie des Amtes Wadersloh, 1973 des Amtes Vorhelm, 1976 der Stadt Ahlen sowie der Gemeinden Everswinkel und Ostbevern. 1977 folgten die Städte Beckum und Sassenberg, 1978 die Gemeinde Beelen und 1986 die Stadt Warendorf. Seit 2002 arbeitet das Kreisarchiv zudem für die Städte Sendenhorst und Drensteinfurt, seit 2024 auch für die Stadt Telgte. Seither sind alle Stadt- und Gemeindearchive in das Kreiszentralarchiv integriert.

### Archivleiter
- 1967–1999: Siegfried Schmieder
- 1999 bis etwa 2002: Johann Zilien
- 2003–2006: Jochen Rath
- 2006–2014: Mark Steinert
- 2014–2017: Thomas Brakmann
- seit 2017: Knut Langewand

## Bestände
Insgesamt finden sich im Kreisarchiv Warendorf etwa 800 Jahre Kreisgeschichte. Die älteste Urkunde des Kreisarchivs geht auf das Jahr 1238 zurück und stammt aus Beckum. Neben schriftlichen Überlieferungen in Form von Akten pflegt das Kreisarchiv Warendorf einen großen Sammlungsbestand (Tageszeitungen, Fotos zu allen Städten und Gemeinden, umfangreiche Karten- und Plakatsammlungen).

### Personenstandsregister
Als Kreiszentralarchiv hat das Kreisarchiv Warendorf seit 2009 die vollständige Personenstandsüberlieferung nach den Fristen des Personenstandsgesetzes in seinen Beständen. Der Bestand an Personenstandsregistern ist die meistgenutzte Quelle des Kreisarchivs.

### Zeitungen

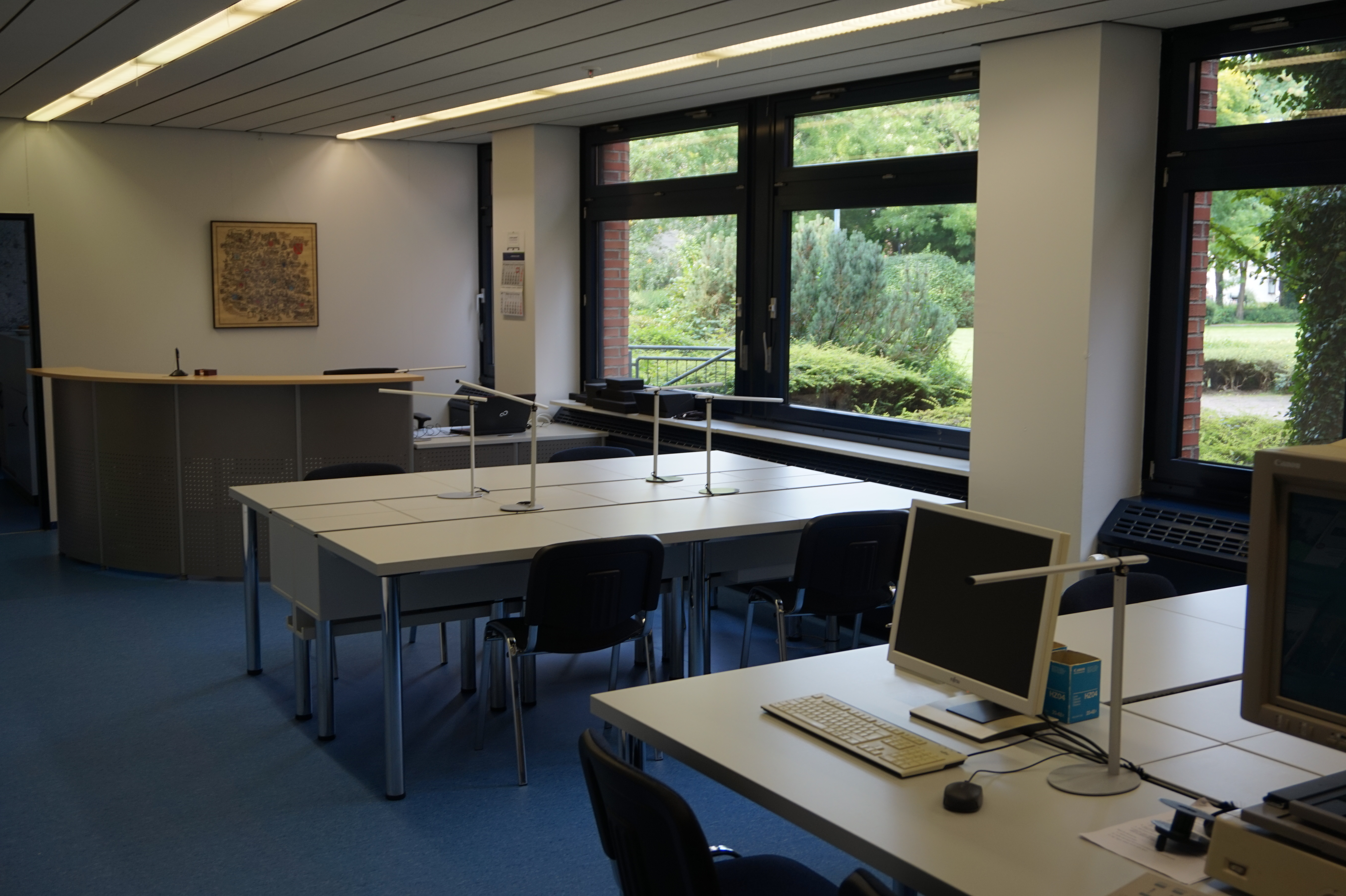
Der Lesesaal des Kreisarchivs Warendorf nach dem Umbau im Sommer 2017

Das Kreisarchiv Warendorf archiviert alle Regionalzeitungen, die im Kreis Warendorf erscheinen. Dazu zählen u. a. „Die Glocke“, die „Westfälische Nachrichten“ und die „Dreingau-Zeitung“. Der Bestand an historischen Zeitungen geht zurück bis ins 18. Jahrhundert. Teilweise liegen dem Kreisarchiv Warendorf auch überregionale Zeitungen vor. 

### Nicht-amtliches Schriftgut
Das Kreisarchiv Warendorf übernimmt auch Nachlässe und Sammlungen privater Herkunft.
Die Nachlässe und Sammlungen müssen einen Bezug zum Archivsprengel haben und es muss ein öffentliches Interesse bzw. nachhaltiger Wert für Wissenschaft und Forschung vorliegen, damit diese in das Kreisarchiv Warendorf übernommen werden.
Bisher liegen über 300 Nachlässe und Sammlungen, u. a. von Augustin Wibbelt und der ehemaligen Weberei Brinkhaus, vor.

### Archivbibliothek
Die Bibliothek des Kreisarchivs Warendorf ist mit rund 30.000 Titeln die größte geschichtswissenschaftliche Bibliothek im Kreisgebiet. In ihr wird die orts-, kreis- und regionalgeschichtliche Literatur zum Kreis Warendorf, den Altkreisen Beckum und Warendorf sowie den kreisangehörigen Städten und Gemeinden gesammelt.

## Benutzung
Die Benutzung der Archivbestände des Kreisarchives Warendorf steht nach den Regelungen des nordrhein-westfälischen Archivgesetzes allen Menschen offen. Die Benutzung im Kreisarchiv Warendorf ist kostenfrei, eine vorherige Anmeldung zu den Öffnungszeiten nicht nötig.
Genauere Vorgaben für die Benutzung hat das Kreisarchiv Warendorf in einer Benutzungsordnung geregelt.
Potentielle Nutzer finden unter dem Archivportal NRW Recherchemöglichkeiten.

### Benutzerzahlen
Jahresabschlüsse des Kreises Warendorf, 2017ff.

## Publikationen
Das Kreisarchiv gibt selbst eine Schriftenreihe heraus. Unter dem Titel „Kleine Schriften aus dem Kreisarchiv“ werden regelmäßig kleinere wissenschaftliche Abhandlungen über kreis- und ortsgeschichtliche Themen veröffentlicht:
- Band 1: Die Ritter im mittelalterlichen Vellern. (Wilhelm Laukemper), 2016
- Band 2: Apollinaris Sammelmann (1770–1832). Sein Wirken als Dechant in Freckenhorst zwischen 1806 und 1832. (Johannes Nowak), 2018
- Band 3: Entscheidungskulturen um 1900 - Liesborn, Benteler, Neubeckum. (Philip Lenser/Jan Stalder/Knut Langewand), 2020
- Band 4: Das Dorf vor der Helle. Aus Vorhelms ältester Geschichte. (Hermann Honermann), 2021
- Band 5: Schule, Kriegerverein, Wallfahrt. Die bürgerliche Gesellschaft im Kaiserreich. (Nikola Böcker/Luisa Karlinger/Laura Menge), 2022.
- Band 6: Jüdische Familien aus Oelde und Stromberg. Spurensuche in Archiven und vor Ort. (Christine Laumeier), 2024.